# Natal da Índia Portuguesa
"Natal da Índia Portuguesa", "Natal de Goa" ou "Vamos a Belém" é uma canção de Natal tradicional indo-portuguesa originária, como o nome indica, das antigas possessões portuguesas no subcontinente indiano.

## História

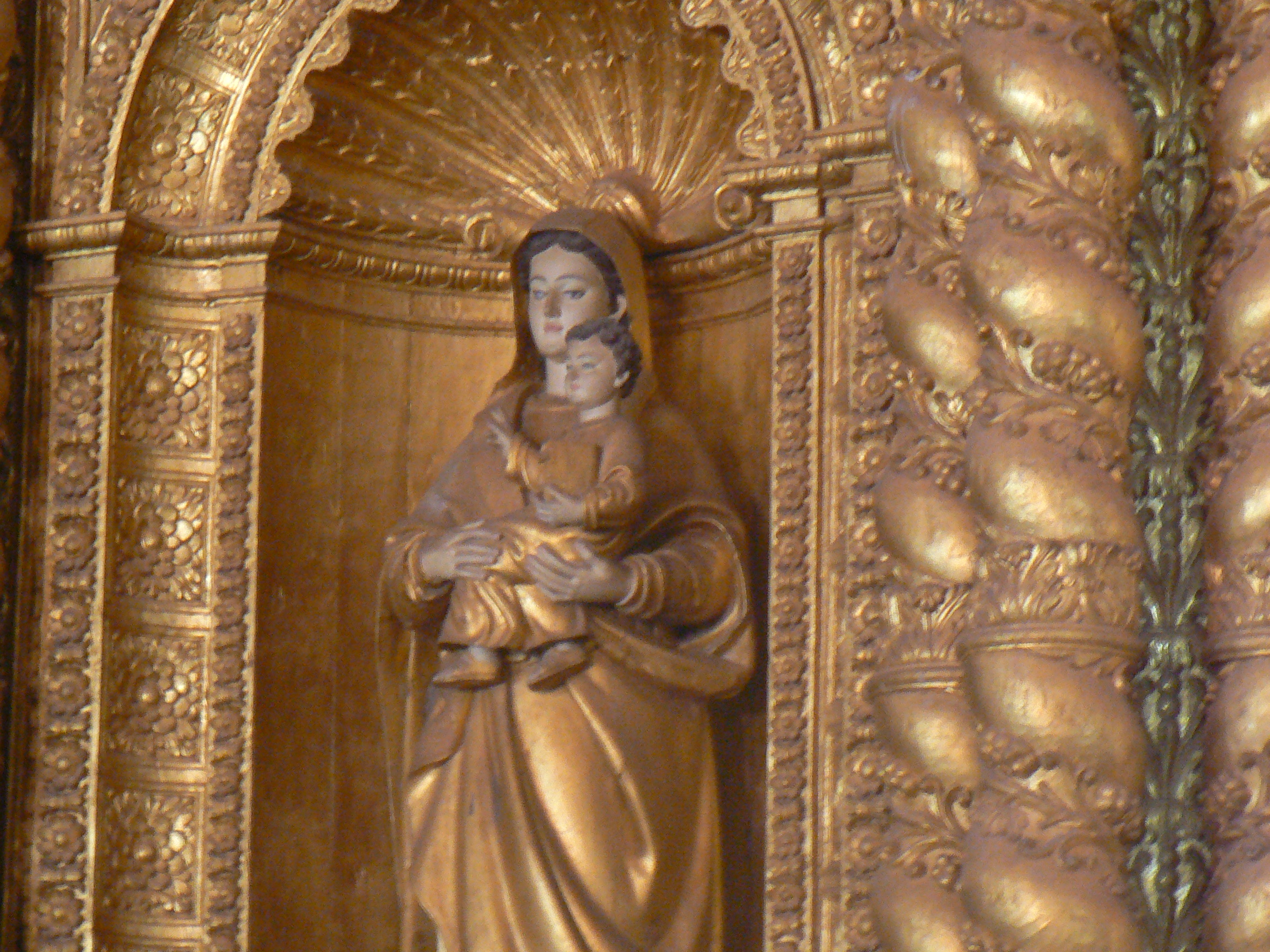
Nossa Senhora com o Menino na Sé de Santa Catarina, Goa Velha.

Vamos a Belém é uma música tradicional de Goa (daí o seu nome alternativo, "Natal de Goa"), que foi a capital do Estado Português da Índia.
Segundo o musicólogo português Mário de Sampayo Ribeiro, foi composta em Portugal no século XVIII e da metrópole foi levada para o Oriente. A favor desta teoria, está o facto de a a música ter um caráter evidentemente europeu e a parte poética estar escrita em português padrão e não num dialeto indo-português ou em canarim.
A canção era ainda interpretada pelo Natal nessa mesma região por volta de 1870. Por intermédio de um sacerdote indiano foi transmitida a Mário Sampayo Ribeiro que a harmonizou e publicou como um dos Sete Cantares do Povo Português em 1955. Este trabalho terá completado o ciclo, popularizando de novo a cantiga na Metrópole.

## Harmonizações
Das harmonizações que recebeu destacam-se:
- Natal da Índia Portuguesa por Mário de Sampayo Ribeiro[4].
- Vamos a Belém por Manuel Ferreira de Faria[5].

## Letra

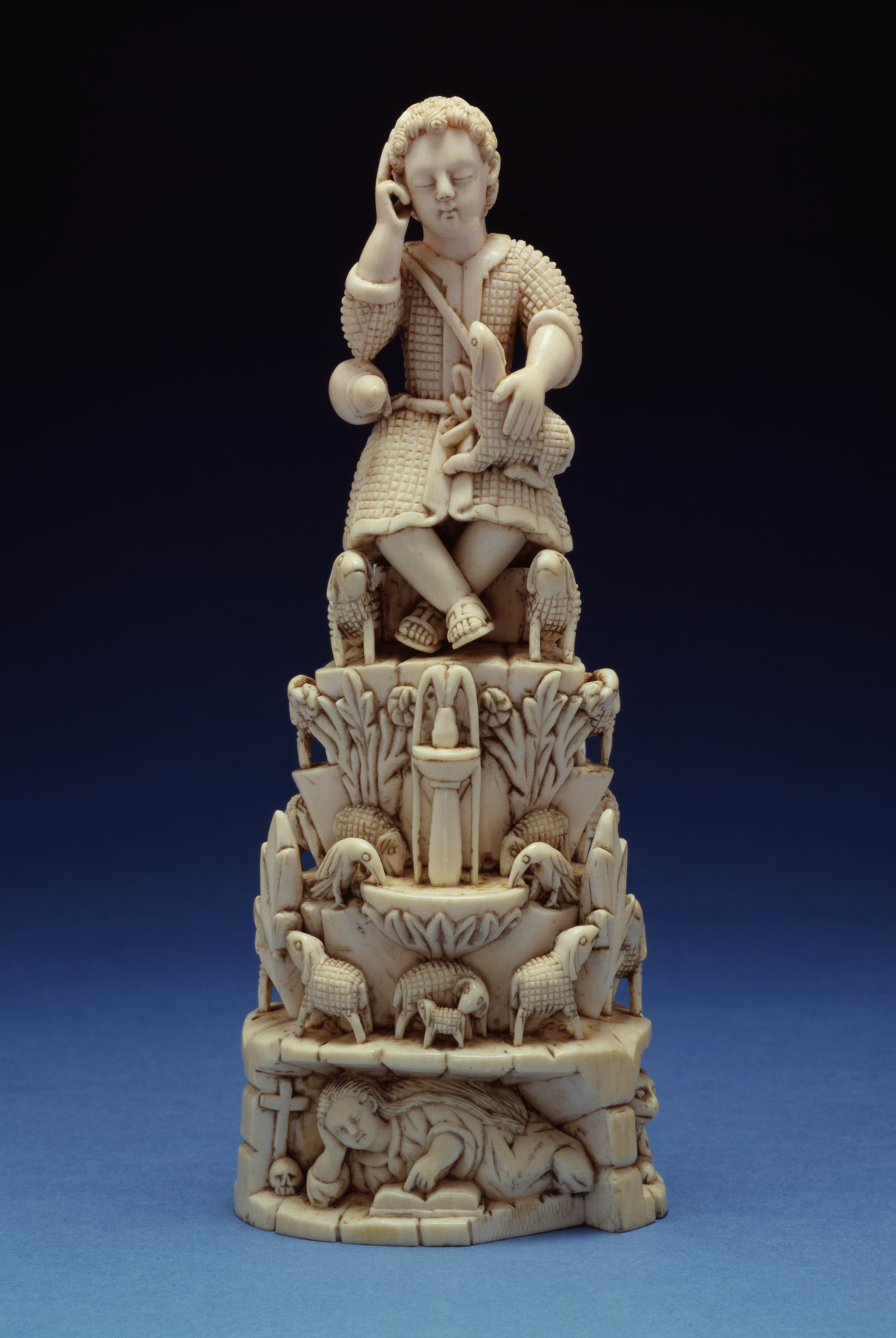
Menino Jesus Bom Pastor (1600-1650), esculpido em Goa, no Museu de Arte Walters.

O tema da letra desta canção é o relato de um episódio da adoração dos pastores. Na verdade, descreve um episódio intermédio entre a anunciação aos pastores, em que os zagais são informados do nascimento de Jesus e a adoração dos pastores, em que os mesmos visitam o Menino. Nesta composição, estas personagens bíblicas vão ainda no caminho até ao presépio, atravessando os campos apressadamente sob um céu iluminado.

Vamos a Belém,

Beijar o Menino.

Filho de Maria,

O Verbo Divino.

Vamos a Belém,

Vamos apressados.

Luzes aparecem

Por esses 'scampados.

Vamos a Belém,

Vamos sem demora,

A ver o Menino

Que nasceu agora.

## Discografia
- 1983 — Cantigas de Natal. Os Larocas & Os Meninos Rabinos. Metro-som. Faixa 3: "Natal de Goa".[1]
- 1995 — Natal Português. Coral T.A.B. Ovação Records. Faixa 6: "Natal…".
- 1996  — Os Melhores Coros Amadores da Região Centro. Coral Vera Cruz. Public-Art. Faixa 2: "Natal da Índia".
- 2009 — Laudate Natal. Coro Laudate de São Domingos de Benfica. Public-art. Faixa 6: "Vamos a Belém".[6]
- 2011 — Canções de Natal Portuguesas. Coro Gulbenkian. Trem Azul. Faixa 20: "Natal da Índia Portuguesa".[7]